# クラカケトラギス
クラカケトラギス(鞍掛虎鱚。学名：Parapercis sexfasciata)は、スズキ目ワニギス亜目トラギス科トラギス属の海水魚。日本海、東シナ海、西太平洋、ジャワ海などの沿岸に生息し、産地では食用に利用される。

## 名称
同属のトラギスとの混称で、トラハゼ（瀬戸内海）、ドウマル（広島県竹原市）、イモハゼ（広島県安芸地方）、ドンポ（長崎県南部）、オキハゼ（長崎県）などと呼ばれる。漢名は「六帯擬鱸」。

## 形態
最大で12cmまで成長する。丸く細長い灰褐色の体に、頭から尻にかけて鞍を乗せたように濃褐色の斑列が6個所ある。尾びれの付け根上部に黒い斑点があり、他種と区別できる。背ビレと、尻ビレは、底が長くなっている。

## 分布
西太平洋の日本、朝鮮半島南部、台湾、中華人民共和国、フィリピン、ベトナム、インドネシア、マレーシア、東チモール、パプアニューギニア、オーストラリア北部などの沿岸に分布する。日本では、関東以南の太平洋、瀬戸内海の沿岸などでみられる。本種の模式標本は長崎県産。

## 生態
沿岸の浅瀬に住み、小型の魚や甲殻類を食べる。初夏に産卵するが、メスからオスへ性転換することで有名。

## 人間との関係
釣りで、本種を狙うことは少ないが、シロギス、トラギスなどに伴って捕獲される。日本では唐揚げ、天ぷら、刺身、塩焼きなどにすると美味で、骨まで食べられるが、専門的に捕獲される魚ではないため、産地でも市場で少量が取引されるのみである。